# Курганний могильник біля с. Слов'янка
Курганна група біля села Слов'янка — пам'ятка археології національного значення у складі сімох курганів біля села Слов'янка Криворізького району Дніпропетровської області. Охоронний номер — 3900.
Розташований за 3,8 км на північний схід від східної околиці села, за 2,5 км на захід від Шолоховського водосховища, на вододільному плато річок Базавлучок та балок Бузиновата (Кринична). Виявлений у 1982 р. археологом Дніпропетровського історичного музею ім. Д. І. Яворницького Л. М. Голубчик. Повторно обстежений у 2007 р. співробітником Дніпропетровського обласного центру з охорони історико-культурних цінностей В. В. Тітовим.
Недосліджений. У складі могильника — сім курганів, що розташовані на місцевості ланцюжком по вісі захід — схід протяжністю 0,55 км. Висота домінуючого кургану — 5 м, діаметр — 110 м. Поверхня задернована, південна пола витягнута та підорюється, північна — коротка та крута, підрізана розорюванням. Насип напівсферичної форми. До південної поли примикає найменший із насипів. Решта насипів має такі розміри відповідно до порядку зменшення (висота/діаметр): 1/40 м; 0,5/30 м; 0,3/12 м; три — по 0,3/10 м. Крізь могильник пролягає зруйнована система меліорації. На всіх насипах виявлені виходи кам'яних підкурганних поховальних споруд. Поверхні задерновані.